# 김천영천고속도로
김천영천고속도로(구 고속국도 제22호선)는 경상북도 김천시 아포읍과 영천시 화산면을 이을 예정이었던 대한민국의 고속도로다. 2001년 5월 24일 고속국도노선지정령 전부개정 때 처음 등장했다가 2008년 1월 3일 착공되지 못하고 노선이 폐지되었다.

## 연혁
- 1997년 8월 27일 : 경상북도 김천시 아포읍 ~ 포항시 남구 연일읍 구간을 고속국도 제27호선 김천 ~ 포항고속도로(김천 ~ 포항선)으로 지정[1]
- 2001년 8월 25일 : 기존 김천 ~ 포항고속도로의 경상북도 영천시 화산면 ~ 포항시 남구 연일읍 구간을 익산포항고속도로로 이관하고 남은 잔여 구간인 경상북도 김천시 아포읍 ~ 영천시 화산면 구간을 고속국도 제22호선 김천영천고속도로(김천 ~ 영천선)로 신설[2]
- 2008년 1월 3일 : 노선 폐지[3]

## 주요 통과지
2004년 계획된 노선 기준이다.
경상북도
- 김천시 (아포읍 - 개령면 - 감문면) - 구미시(선산읍 - 고아읍 - 해평면 - 산동면 - 장천면) - 군위군(효령면 - 부계면 - 산성면) - 영천시 신녕면

## 나들목·분기점
아래 나들목과 분기점의 명칭은 계획 당시에 사용되었던 가칭이다.
- 봉산 분기점 (경부고속도로)
- 감문 나들목 (국도 제59호선)
- 선산 분기점 (중부내륙고속도로)
- 고아(북구미) 나들목 (국도 제33호선)
- 산동 나들목 (국도 제25호선)
- 장촌 분기점 (중앙고속도로)
- 부계 나들목 (국가지원지방도 제79호선)
- 신녕 나들목 (국도 제28호선)
- 화산 분기점 (익산포항고속도로)